# شورآباد مهراب خان (مقاطعة فهرج)
شورآباد مهراب خان (بالفارسية: شورآباد مهراب خان) هي قرية تقع في البلدة المركزية في إيران. يقدر عدد سكانها بـ 54 نسمة .